# Kanadas riksvapen
Vapenskölden i Kanadas riksvapen är indelad i fem delar där Englands, Skottlands, Irlands och Frankrikes gamla (dess forna kungahus Bourbons) vapen återfinns i de fyra översta fälten. Vapnet är basade på Storbritanniens riksvapnet, och är formellt den kanadensiska monarkens vapen (engelska: Arms of His Majesty the King in Right of Canada).
Skölden har ett lejon och en enhörning som sköldhållare och kröns av en gyllene hjälm. Bredvid hjälmen återfinns två flaggor, varav den ena föreställer en brittisk fana. Ovanpå hjälmen står det ett gyllene krönt lejon hållande ett rött lönnlöv i en av sina framtassar, vilket ska påminna om de stupade i första världskriget. På postamentets devisband under skölden står mottot "A Mari Usque Ad Mare" (latin för "från hav till hav"), från Psaltaren 72:8 i Bibeln.
Man tillfogade 1994 ett cirkelformat rött band runt skölden med texten "desiderantes meliorem patriam" (de som önskar ett bättre land), vilken är devis för Order of Canada.

## Äldre vapen

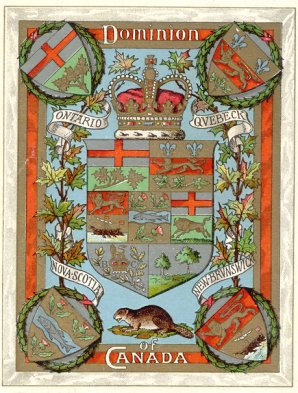
Vykort (1905)
1921–1957 Lägg märke till de gröna lönnlöven.
1957–1994 Lägg märke till de röda lönnlöven.